# 武宿機場 (T1/T2)駅
武宿機場 (T1/T2)駅（ぶしゅくきじょう えき）は中華人民共和国山西省太原市小店区に位置する太原地下鉄1号線の駅。太原武宿国際空港の第1・第2ターミナルに併設が予定されている。

## 駅周辺
- 太原武宿国際空港第1・第2ターミナル